# Cooperação Sino-Soviética (1921–1945)
```
   |-
       |
Erro:
:  
valor não especificado para "
nome_comum
"

   |-
       | 
Erro:
:  
valor não especificado para "
continente
"
```

Entre os anos de 1921 até a eclosão da Revolução Comunista Chinesa em 1946, os territórios da República da China controlados pelo Partido Nacionalista da China e a União Soviética, gerida pelo Partido Comunista da União Soviética, mantiveram uma cooperação econômica, militar e diplomática. Apesar do apoio soviético ser direto aos nacionalistas, estes recursos, bem como suprimentos e armas eram revezados com o Partido Comunista da China, sob tutela nacionalista até 1º de Agosto de 1927, com o início da Guerra Civil Chinesa.

## Antecedentes

### Revolução Chinesa (1911)
Em 10 de Outubro de 1911, se inicia a Revolução Xinhai que depõe o imperador chinês Pu Yi e dá inicio a República da China. Após o golpe de estado de Yuan Shikai e sua tentativa de restauração da monarquia na China, se inicia a Era dos senhores da guerra e o Governo de Beiyang (República da China controlada agora pelos senhores da guerra). O líder do Partido Kuomintang (ou Partido Nacionalista da China), Sun Yat-sen, dá inicio a Segunda Revolução e cria em 1917 um estado revolucionário no sul da China, chamado de Junta de Proteção Constitucional que em 1921 viraria o Governo da República da China em Guangzhou.

### Revolução Russa (1917)
Em 1917, após a Revolução de Fevereiro (março de 1917, pelo calendário ocidental), o imperador russo, Nicolau II da Rússia, foi deposto e um governo provisório foi estabelecido. Todavia, este governo foi dissolvido com a Revolução de Outubro (novembro de 1917, pelo calendário ocidental) pelo líder do Partido Bolchevique, Vladmir Lenin, que fundou a União Soviética em 1922 a partir dos territórios russos capturados e não-russos, como a Ucrânia e Biélorussia, controlados pelo Exército Vermelho.

### Relação entre o Governo de Beiyang e a União Soviética
Em 1917, a República da China sob controle dos senhores da guerra concordou em intervir na Guerra Civil Russa e enviar militares para Vladivostok. Durante a Guerra Anti-Fengtian ou apenas Terceira Guerra Zhili-Fengtian, a União Soviética enviou apoio para as forças que eram contra a Camarilha Fengtian, facção que controlava o governo de Beiyang, na Manchúria.

## Inicio da Cooperação

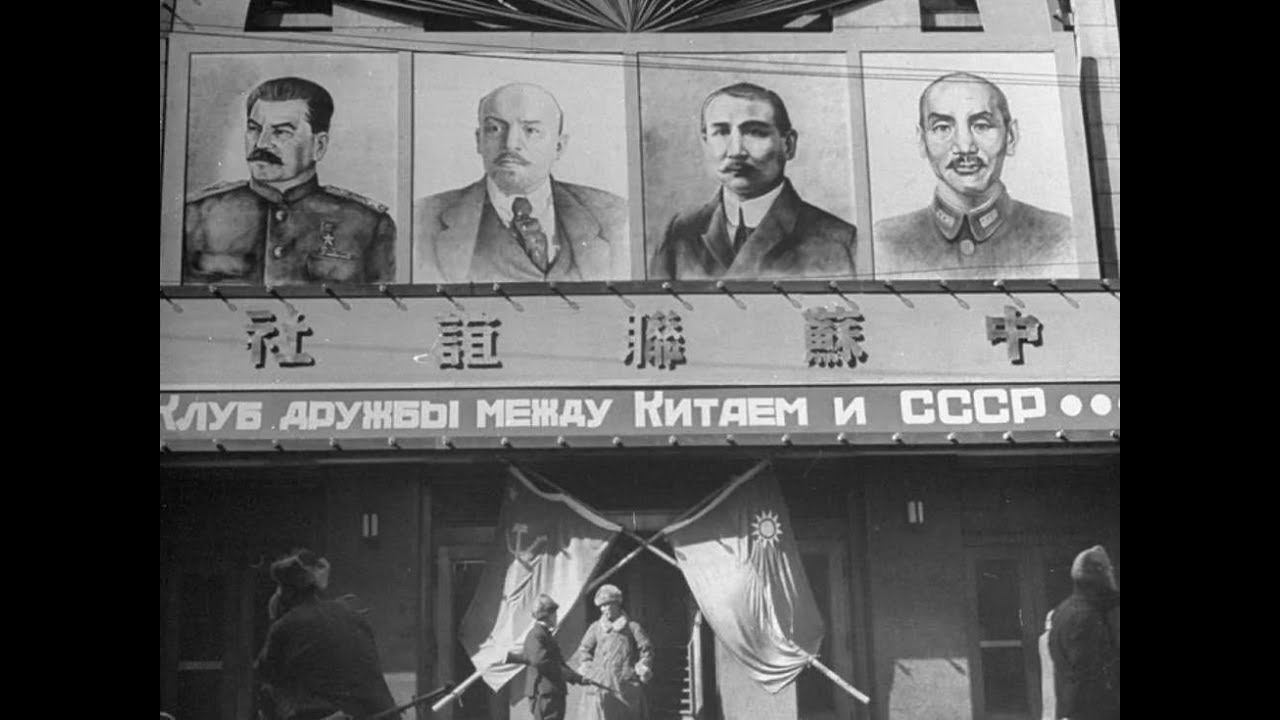
No letreiro em russo diz: "Clube de Amizade entre China e URSS" (c. 1924)

### Relação KMT-URSS
O Governo em Cantão da República da China e a União Soviética, liderados respectivamente por Sun Yat-sen e Vladmir Lenin, viam ambos como estados revolucionários, e a partir de 1921, após a fundação do Partido Comunista da China, ambos os lados passaram a se apoiar mutuamente. A União Soviética por sua parte, revogou e renunciou as suas posses e reivindicações sobre a China além de enviar apoio e treinamento militar para a recém fundada Academia Militar de Whampoa em 1924.

### Relação KMT-PCCh
A Maior parte do núcleo de membros que formou e moldou o Partido Comunista da China, como Mao Zedong ou Zhou Enlai, participavam ativamente das atividades do Partido Nacionalista da China. Muito dos equipamentos adquiridos pelo Partido Comunista eram repassados pelos nacionalistas, já que a União Soviética, após a morte de Lênin, diminuiu o apoio comunista e tentou focar em se reerguer após a Guerra Civil Russa e a tomada de Chiang Kai-Shek.

### Impacto da Morte de Vladmir Lenin (1924)
Após a morte de Vladmir Lênin em Janeiro de 1924, o novo líder da União Soviética, Joseph Stalin, considerou que o Partido Comunista da China integrasse em uma aliança de fato com o Partido Nacionalista, o que virou a Primeira Frente Unida, e que ele tentasse se desenvolver melhor para ter uma autonomia dos nacionalistas. No entanto, o Partido Comunista não estava pronto para se desenvolver militarmente e era extremamente dependente dos territórios capturados pelos nacionalistas, que se baseavam apenas em algumas províncias ao sul da China.

### Impacto da Morte de Sun Yat-sen (1925)
Com a morte de Sun Yat-sen em Março de 1925, o 2º Congresso Nacional do Kuomintang em suas 4ª e 5 ª sessões, declarou o general Chiang Kai-shek como o novo secretário-geral do Partido Nacionalista. Chiang Kai-Shek apesar de possuir vínculos com o pensamento e a luta socialista, em sua forma econômica, ele era socialmente a politicamente um conservador e auto-declarado fascista, todavia, este tópico é extramente discutível e ainda é debatido entre acadêmicos. Uma vez que os membros do Partido Nacionalista tentaram remover-lo, foram acusados de serem contrarrevolucionários, como a esposa de Sun Yat-sen, a viuva Soong Ching-ling, o jovem Li Jishen, fundador do futuro Comitê Revolucionário do Partido Kuomintang da China, além dos veteranos da Revolução Xinhai, Wang Jingwei e Lin Sen, que após várias intrigas, retornaram ao partido; com exceção de Wang Jingwei que tentou várias vezes se desvincular de Chiang Kai-Shek até sua morte como líder do governo colaboracionista japonês.
Chiang Kai-Shek entrou em conflito com o Partido Comunista da China em Agosto de 1927 e a Guerra Civil Chinesa, devido ao Massacre de Xangai, cujo Chiang Kai-Shek alegava que os comunistas estavam atrapalhando a revolução e em resposta os comunistas declararam a República Soviética da China em 1931, com apoio da União Soviética.

### Relação entre Chiang Kai-Shek e Joseph Stalin
A Relação entre Chiang Kai-Shek e Joseph Stalin era consideravelmente neutra.[carece de fontes?]

### Rompimento da relação entre a República da China e União Soviética
A Partir de 1945, com a administração soviética na Manchúria entregando apoio a os territórios controlados pelo Partido Comunista, a República da China formalmente rompeu suas relações com a União Soviética e passou a ser apoiada pelos Estados Unidos. Embora a aliança com os Estados Unidos fosse extremamente interesseira, uma vez que os interesses do Partido Nacionalista não eram de acordo com os americanos e vice-versa.[carece de fontes?]

### Relação entre Mao Zedong e Joseph Stalin
A Relação entre Mao Zedong e Joseph Stalin é descrita como problemática no que se diz em ser aliados. Mao Zedong por várias vezes acusou a União Sovietica de Stalin como Imperialismo, o que é melhor detalhado no seu pensamento sobre o Imperialismo social. Além disso, Stalin tinha muitos receios sobre Mao, principalmente porque os pensamentos de Mao Zedong eram fundados nos de Sun Yat-sen e em sua própria versão sobre os Três Princípios do Povo a partir do Comunismo, que ficou conhecido como Neotridemismo dentro do pensamento maoísta.